# Bistum Koumra
Das Bistum Koumra ist eine im Tschad gelegene Diözese der Römisch-katholischen Kirche mit Sitz in Koumra.

## Geschichte
Papst Franziskus errichtete das Bistum Koumra am 12. August 2023 aus Gebietsabtretungen des Bistums Sarh und unterstellte es dem Erzbistum N’Djaména als Suffragandiözese. Zum ersten Bischof ernannte der Papst den bisherigen Generalvikar des Erzbistums N’Djaména, Samuel Mbairabé Tibingar. Die Kathedrale des Bistums ist die vormalige Pfarrkirche Sainte Thérèse de l’Enfant Jésus.

## Territorium
Das Territorium des Bistums ist deckungsgleich mit der Provinz Mandoul, die sechs Départements und 15 Kommunen umfasst.